# 泰定 (陳鑑胡)
泰定（たいてい）は、明代に太平政権を樹立し自立した陳鑑胡が用いた私年号。1448年 - 1449年。

## 西暦・干支との対照表
| 泰定 | 元年     | 2年      |
| 西暦 | 1448年   | 1449年   |
| 干支 | 戊辰     | 己巳     |
| 明   | 正統13年 | 正統14年 |